# Kalînivka, Znameanka
Kalînivka (în ucraineană Калинівка) este un sat în comuna Dmîtrivka din raionul Znameanka, regiunea Kirovohrad, Ucraina.

## Demografie
Componența lingvistică a localității Kalînivka
     Ucraineană (95,59%)
     Rusă (2,94%)
     Română (1,47%)
Conform recensământului din 2001, majoritatea populației localității Kalînivka era vorbitoare de ucraineană (95,59%), existând în minoritate și vorbitori de rusă (2,94%) și română (1,47%).